# Pascoea exarata
Pascoea exarata là một loài bọ cánh cứng trong họ Cerambycidae.